# Oscin d'Armenia
Oscin d'Armenia, in armeno Օշին (1282 – 20 luglio 1320), fu re della Piccola Armenia dal 1307 al 1320.

## Biografia

### Famiglia
Apparteneva alla famiglia degli Hetumidi, era figlio di Leone III e Keran di Lampron e nipote di Aitone I che aveva sottomesso la Cilicia ai Mongoli nel 1240.
Sua sorella Zabel aveva sposato Amalrico di Tiro e quando questi usurpò il governo di Cipro dal fratello Enrico II di Cipro quest'ultimo fu trattenuto in Armenia da Oscin, per essere poi rilasciato e tornare a Cipro quando Amalrico fu assassinato nel 1310.
Oscin si sposò tre volte:
- la prima a sua cugina, Isabella di Corico (morta nel 1310) figlia di Aitone da Corico, da questo matrimonio nacquero:
  - Leone (1309 †; 1310)
  - Leone V (nato nel 1309), re d'Armenia.

- la seconda ad Isabella di Lusignano (morta nel 1319), figlia di re Ugo III di Cipro e vedova di Costantino di Neghir, Signore di Partzerpert; Oscin divorziò da lei prima del 1316.

- il terzo matrimonio fu celebrato nel febbraio 1316 a Tarso, con Giovanna di Taranto (1297 - post 1321), figlia di Filippo I d'Angiò; lei gli diede un figlio, Giorgio (1317 - post 1323).

### Regno
Quando suo nipote Leone III e suo fratello Aitone furono assassinati per ordine di Bilarghu, generale o rappresentante Mongolo in Cilicia recentemente convertito all'Islam, Oscin entrò in lotta con suo fratello Costantino III per il possesso del trono.
Il suo regno, che iniziò organizzando un esercito e allontanando i Mongoli, fu nel complesso un periodo calmo a parte qualche razzia dei Mamelucchi.
Egli favorì l'unione delle chiese armenia e romana, il che causò non poco malcontento nel popolo; il clero era diviso tra sostenitori e oppositori al riavvicinamento con Roma e Oscin dovette imprigionare i suoi avversari che minacciavano lo scisma della Chiesa armena.
Nel 1309 fece giustiziare lo zio di sua moglie, Oscin Maresciallo d'Armenia, per l'assassinio di Teodoro III.

### Morte e successione
Oscin morì il 20 luglio 1320 e fu sepolto a Trazarg, si crede che sia stato avvelenato da suo cugino (e cognato) Oscin di Corico, gli successe suo figlio minore Leone V.

## Ascendenza
|                      |   |                                 | Genitori                 |  |  | Nonni |  |  | Bisnonni               |  |  | Trisnonni           |  |
|                      |   |                                 |                          |  |  |       |  |  | Costantino di Barbaron |  |  | Vacaghk di Barbaron |  |
|                      |   |                                 |                          |  |  |       |  |  | Costantino di Barbaron |  |  | Vacaghk di Barbaron |  |
|                      |   | …                               |                          |  |  |       |  |  | Costantino di Barbaron |  |  |                     |  |
| Aitone I d'Armenia   |   |                                 |                          |  |  |       |  |  | Costantino di Barbaron |  |  |                     |  |
|                      |   | Alice (o Partzapert) di Lampron | Aitone III di Lampron    |  |  |       |  |  |                        |  |  |                     |  |
|                      |   | Alice (o Partzapert) di Lampron | Aitone III di Lampron    |  |  |       |  |  |                        |  |  |                     |  |
|                      |   | Alice (o Partzapert) di Lampron | Rita dei Rupenidi        |  |  |       |  |  |                        |  |  |                     |  |
| Leone III d'Armenia  |   | Alice (o Partzapert) di Lampron |                          |  |  |       |  |  |                        |  |  |                     |  |
|                      |   | Leone II d'Armenia              | Stefano d'Armenia        |  |  |       |  |  |                        |  |  |                     |  |
|                      |   | Leone II d'Armenia              | Stefano d'Armenia        |  |  |       |  |  |                        |  |  |                     |  |
|                      |   | Leone II d'Armenia              | Rita di Barbaron         |  |  |       |  |  |                        |  |  |                     |  |
| Isabella d'Armenia   |   | Leone II d'Armenia              |                          |  |  |       |  |  |                        |  |  |                     |  |
|                      |   | Sibilla di Lusignano            | Amalrico II di Lusignano |  |  |       |  |  |                        |  |  |                     |  |
|                      |   | Sibilla di Lusignano            | Amalrico II di Lusignano |  |  |       |  |  |                        |  |  |                     |  |
|                      |   | Sibilla di Lusignano            | Isabella di Gerusalemme  |  |  |       |  |  |                        |  |  |                     |  |
| Oscin d'Armenia      |   | Sibilla di Lusignano            |                          |  |  |       |  |  |                        |  |  |                     |  |
|                      | … | …                               |                          |  |  |       |  |  |                        |  |  |                     |  |
|                      | … | …                               |                          |  |  |       |  |  |                        |  |  |                     |  |
|                      | … | …                               |                          |  |  |       |  |  |                        |  |  |                     |  |
| Aitone IV di Lampron | … |                                 |                          |  |  |       |  |  |                        |  |  |                     |  |
|                      |   | …                               | …                        |  |  |       |  |  |                        |  |  |                     |  |
|                      |   | …                               | …                        |  |  |       |  |  |                        |  |  |                     |  |
|                      |   | …                               | …                        |  |  |       |  |  |                        |  |  |                     |  |
| Keran di Lampron     |   | …                               |                          |  |  |       |  |  |                        |  |  |                     |  |
|                      |   | …                               | …                        |  |  |       |  |  |                        |  |  |                     |  |
|                      |   | …                               | …                        |  |  |       |  |  |                        |  |  |                     |  |
|                      |   | …                               | …                        |  |  |       |  |  |                        |  |  |                     |  |
| …                    |   | …                               |                          |  |  |       |  |  |                        |  |  |                     |  |
|                      |   | …                               | …                        |  |  |       |  |  |                        |  |  |                     |  |
|                      |   | …                               | …                        |  |  |       |  |  |                        |  |  |                     |  |
|                      |   | …                               | …                        |  |  |       |  |  |                        |  |  |                     |  |
|                      |   | …                               |                          |  |  |       |  |  |                        |  |  |                     |  |